# Дијапазон — Гита Предић-Нушић
„Дијапазон — Гита Предић-Нушић” је документарни филм из 1969. године. Режирала га је Мирјана Самарџић а сценарио је написала Илди Ивањи иначе сестра српског књижевника и преводиоца јеврејског порекла Ивана Ивањија.

## Улоге
| Глумац            | Улога |
| ----------------- | ----- |
| Гита Предић Нушић | Лично |
| Илди Ивањи        | Лично |